# Samsara
Samsára je sanskrtski izraz, ki označuje ciklus rojstev in smrti, tok  pojavne prihodnosti, ki ga v hindujski in budistični umetnosti simbolizira kolo z osmimi ali šestimi naperami okoli pesta, pri čemer vsaka napera predstavlja en vidik življenja ali zakona. To je nemirni tok, v katerem se nevedneži zadovoljno gibljejo, to je svet nemirov, bolečine in tesnobe. Pesto predstavlja središče, kamor se mora vrniti zavest in tam odkriti mir: to je plod modrosti. Torej se nihče ne bo izognil kolesu obstojev v neskončnem nizu reinkarnacij. Dejanja iz prejšnjih življenj potapljajo živeče v tok obstoja brez začetka in konca, in tako je vse do končne osvoboditve z nirvano. Užitki, ki jih daje samsara, tako kot spoznanje navideznega ali mentalne konstitucije nimajo lastnega obstoja.
Po subtilnejši budistični koncepciji se samsara indentificira z nirvano, saj oba izraza določata odvisno naravo: prvi v obliki zavesti, ki jo motijo čutna nagnjenja, in v podobi umazane narave, drugi evocira čisti duh in zavest absolutnega.
Ko je Buda dosegel tisto stopnjo mistične interiornosti, na kateri zavest obvladuje vrtince videzov, se je izognil eksistenci in neeksistenci, kar ni ne prepustitev ne pridobitev, kajti sleherna dvojnost je odpravljena.